# Maurício Corrêa

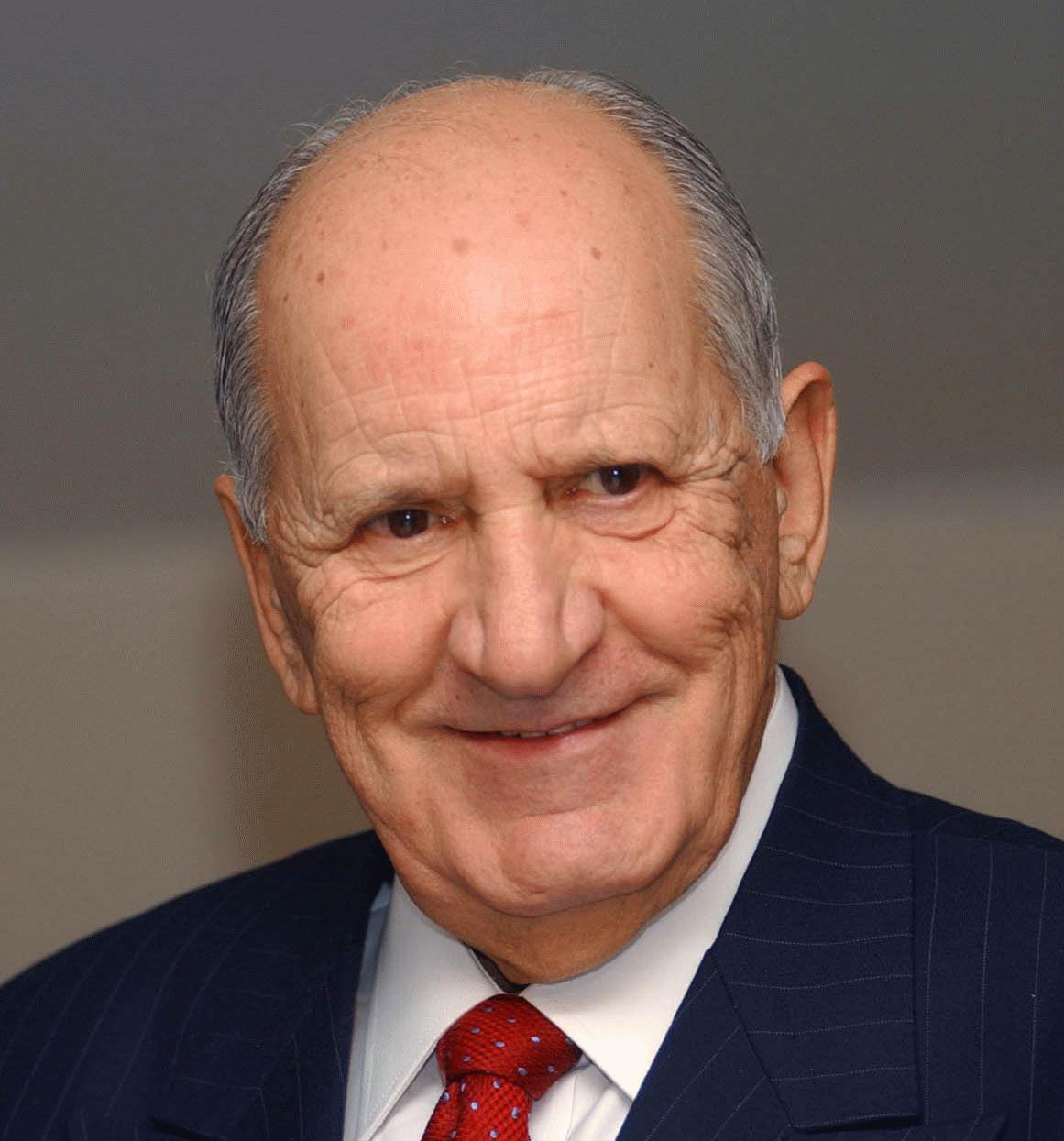
Maurício Corrêa (2003)

Maurício José Corrêa (* 9. Mai 1934 in São João do Manhuaçu, Minas Gerais; † 17. Februar 2012 in Brasília) war ein brasilianischer Jurist und Politiker, der unter anderem Mitglied des Senats (Senado Federal), Justizminister sowie Richter und Präsident des Supremo Tribunal Federal war, des Obersten Bundesgerichts von Brasilien.

## Leben
Nach dem Schulbesuch studierte Corrêa Rechts- und Sozialwissenschaften an der Universidade do Estado de Minas Gerais und schloss dieses Studium 1960 mit einem Bachelor ab. Nach der anwaltlichen Zulassung ließ er sich 1961 als Rechtsanwalt in Brasília, wo er sich auf Handels- und Privatrecht spezialisierte. Daneben war er von 1961 bis 1986 als Ankläger am Institut für die finanzielle Verwaltung der Sozialfürsorge (Instituto de Administração Financeira da Previdência e Assistência Social) zugelassen sowie zwischen 1975 und 1986 auch Berater der Anwaltskammer (Ordem dos Advogados do Brasil). Zwischen 1977 und 1979 war er zuerst Vizepräsident und danach bis 1986 Präsident der Anwaltskammer von Brasília.
Nach dem Ende der Militärherrschaft begann er 1986 sein politisches Engagement in dem von Leonel de Moura Brizola gegründeten Partido Democrático Trabalhista (PDT) und wurde für diesen im Distrito Federal zum Mitglied des Bundessenats gewählt, dem er vom 1. Februar 1987 bis zum 2. Oktober 1992 angehörte. Während dieser Zeit war er an zahlreichen wichtigen Gesetzgebungsverfahren beteiligt und Mitglied mehrerer Senatsausschüsse. 1990 kandidierte er für das Amt des Gouverneurs im Distrito Federal do Brasil, unterlag aber dem früheren Gouverneur Joaquim Roriz.
Nach seinem Ausscheiden aus dem Bundessenat wurde er am 3. Oktober 1992 von Staatspräsident Itamar Franco als Nachfolger von Célio Borja zum Justizminister in die Bundesregierung berufen, der er bis zu seiner Ablösung durch Alexandre de Paula Dupeyrat Martins am 5. April 1994 angehörte.
Als Nachfolger von Paulo Brossard erfolgte dann am 15. Dezember 1994 seine Berufung zum Richter am Obersten Bundesgericht (Supremo Tribunal Federal) und gehörte diesem fast zehn Jahre bis zum 8. Mai 2004 an. Zuletzt wurde er vom 5. Juni 2003 als Nachfolger von Marco Aurélio Mello Präsident des Obersten Bundesgerichts und bekleidete dieses Amt bis zu seinem Ausscheiden aus dem Supremo Tribunal Federal am 8. Mai 2004. Nachfolger als Präsident des Obersten Bundesgerichts wurde daraufhin Nelson Jobim, während Eros Grau ihm als Richter folgte.